# Локомотив (стадион, Шепетовка)
Стадион «Локомотив» — многофункциональный стадион, расположенный в городе Шепетовка по улице Героев Небесной Сотни, домашняя арена футбольного клуба «Темп». Вместимость — 8000 зрителей.

## История

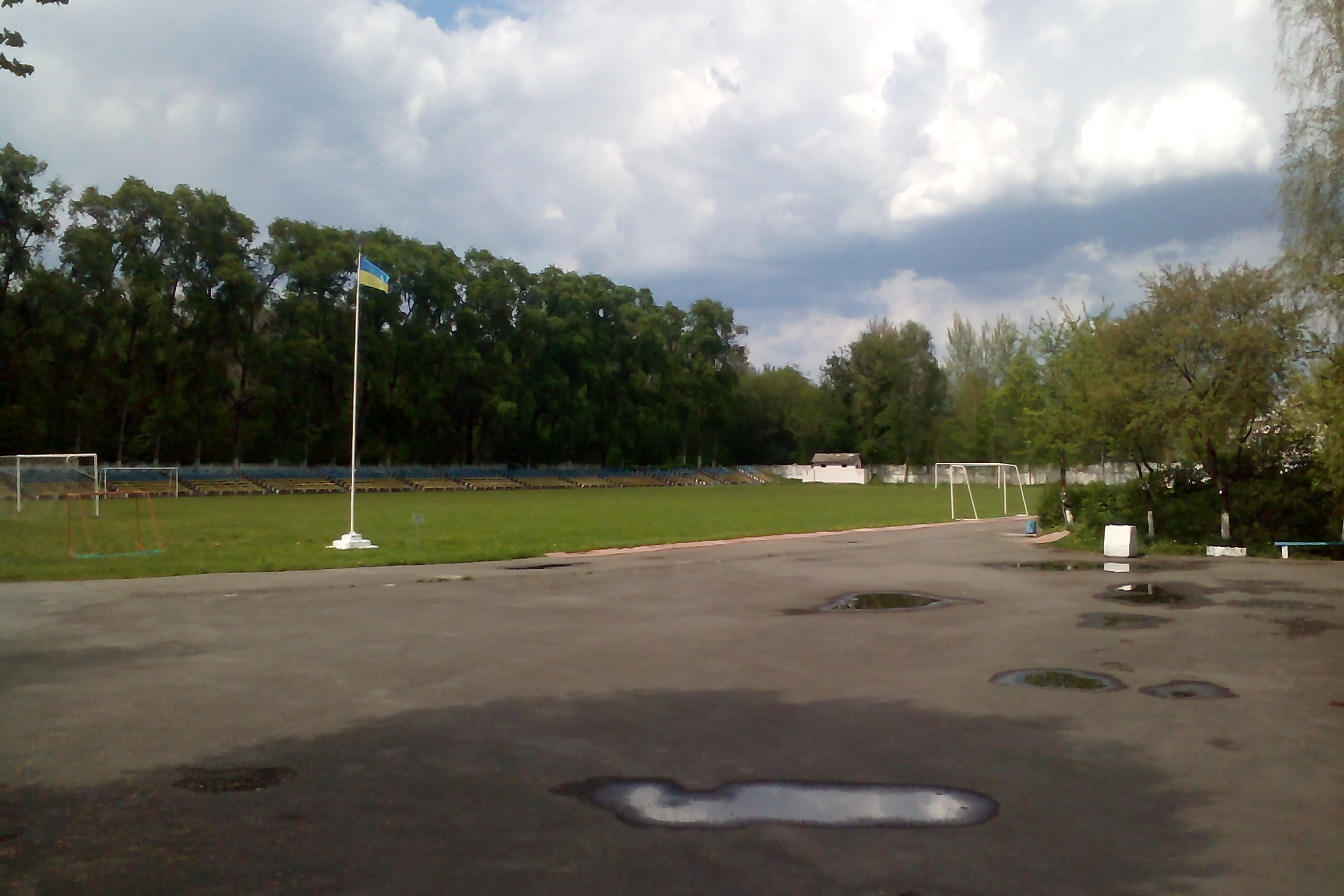
Городской стадион, 2016 год

Стадион «Локомотив» был построен в 1955 году. После основания местной строительной компанией, в 1989 году, футбольного клуба «Темп», начался расцвет футбола в городе. В 1992—1995 годах клуб выступал в Высшей Лиге Украины. Тогда же название стадиона было изменено на «Темп». В начале нового века старое название было возвращено.

## События
12 сентября 2016 года на стадионе прошел товарищеский матч между командами ветеранов сборной Украины и шепетовского ФК «Темп», который собрал до двух тысяч болельщиков на стадионе.